# Club Bàsquet Benicarló
El Club Bàsquet Benicarló és un club de basquetbol de la ciutat de Benicarló, al Baix Maestrat que juga a la lliga LEB Plata.
L'equip va ser fundat l'any 1969, com a equip de la OJE, anomenat Belpac-OJE per raons de patrocini. L'any següent es va posar en marxa l'escola esportiva del club.
En l'estiu de l'any 2018, l'equip ascendeix a la Lliga EBA. Quedarà 4t en el grup E-A de la lliga regular, tot classificant-se per al grup qualificador E. En aquesta nova fase obté el segon lloc. En els playoffs d'ascens a LEB Plata, quedarà de nou segon i perdrà la repesca contra el NCS Alcobendas. Però, el club decideix optar a una de les vacants de la divisió superior ofertes per la Federació Espanyola de Bàsquet, petició que es concedida i materialitzant aquest ascens de categoria per a la campanya 2019/2020.